# 통합 아나키즘
통합 아나키즘(Synthesis anarchism)이란 아나키스트 조직 이론의 형태로서 형용사 없는 아나키즘이라는 원칙아래 아나키즘의 최소한의 원칙(대표적으로 반국가주의, 반자본주의 등의)만을 고수한다면 여러 아나키즘을 포괄할 수 있어야 한다는 것을 의미한다. 이는 단일한 강령을 강조하는 정강주의 조직이론과는 대조된다. 이들은 이 주요한 공통점 외의 차이점(특히 경제 모델의 차이 같은)을 부수적인 중요성으로 간주한다. 이 주장은 1920년대에 아나코 공산주의자인 볼린(Voline)과 세바스티앙 포르(Sébastien Faure) 같은 이들에 의해 제안되었고 개인주의적 아나키즘, 상호주의적 아나키즘, 아나코 공산주의, 아나코 생디칼리즘 같은 주요한 아나키즘 분파들을 연합시키고자 했다.

## 역사
“형용사 없는 아나키즘(anarchism without adjectives)”이라는 용어는 쿠바 태생의 아나키스트인 페르난도 타리다 델 마르몰(Fernando Tarrida del Mármol), 리카르토 멜라(Ricardo Mella) 같은 이들이 상호주의 아나키즘, 개인주의적 아나키즘, 공산주의적 아나키즘간의 논쟁으로 고생한 이후 사용한 것이 기원이다. 그들은 이 용어를 아나키스트들은 누구에게도 미리 짜놓은 경제 계획이나 이론을 강요해서는 안된다는 아나키스트들 간의 사이에서 포용력을 보이려는 시도로서 사용했다. 형용사 없는 아나키스트들은 모든 특정한 경제모델을 불완전한 것으로서 거부하는 경향이 있으며, 서로의 입장을 지키기 위한 한도 안에서 여러 모델을 받아 들이는 다원주의적 입장을 취한다. 이들은 경제 모델의 선호는 모든 강제적인 권위를 폐지하는 것에 비할 때 부수적인 요소로 간주하며, 다양한 입장이 탄생할 수 있는 자유로운 시험은 자유로운 사회의 한가지 특징일 뿐이라고 간주한다.
이 갈등은 스페인 밖으로 퍼져 나갔고 토론은 파리의 아나키스트 신문인  La Revolte로 옮겨 갔다. 이것은 많은 아나키스트들이 에리코 말라테스타의 주장에 공감하도록 많들었다. “단순한 가설을 둘러싼 투쟁에 빠지는 것을 우리에게 옳지 않다.” 시간이 흐름에 따라 대부분의 아나키스트들은 다음의 주장(막스 네틀라우의 말을 빌려서)에 동의 하게 되었다. “우리는 미래의 경제적 발전을 예언할 수 없다”. 그리고 이들은 자유 사회가 어떻게 운영될지에 대한 다른시각 보다는 공통점을 강조하기 시작했다.
비슷하게 미국에도 이런 논쟁이 존재했다. 볼테린 드 클레어 같은 아나키스들은 자신을 단순하게 그냥 ‘아나키스트’로만 언급하기 시작했으며 말라테스타와 유사하게 ‘형용사 없는 아나키즘’의 주장을 했으며, 정부가 존재하지 않는 곳에선 가장 적절한 형태를 결정하기 위해 다양한 지역에서 다양한 실험이 시도될 것이라고 주장했다. 볼테린의 그녀의 에세이 “anarchism”에서 다양한 학파의 아나키즘간의 화합을 찾고자 했다. “그들이 원하지 않는 경제적 협약이 존재하는 지역에 머물러야 하는 강제적 요소가 없는한 어떤 것에서 비아나키스트적 요소가 있는 것은 아니다.(원하지 않는 다는 것은 단지 불만이 있음을 의미하는 것이 아니라, 그것이 그의 본질적인 자유를 위협하는 심각한 차이를 의미한다.)... 그러므로 나는 각 사람들의 그룹은 자유속에서 사회적으로 행동하며 제안된 어떤 모델을 선택할 수 있고, 다른 이들이 그러하듯이 그런 선택으로서 아나키스트일 수 있을 것이라고 생각한다”.